# Guzmania eduardii
Guzmania eduardii es una planta de la familia Bromeliaceae, nativa de Colombia y Ecuador.

## Descripción
Sus hojas tienen una disposición en roseta, las cuales se forman al final del cáudice y pueden medir entre 40 y 70 cm de largo. Del centro sale una inflorescencia con vainas de unos 10 cm de largo cubiertas con pequeñas escamas de color verde pálido, a su vez cubiertas por brácteas de color rojo brillante.

## Cultivares
- Guzmania 'Spirit of '76'[3]